# Ricardo Lara
Ricardo Lara (sinh ngày 5 tháng 11 năm 1974) là một chính khách người Mỹ hiện đang phục vụ với tư cách là Ủy viên Bảo hiểm California thứ 8. Lara được bầu trong bầu cử năm 2018, đánh bại cựu ủy viên bảo hiểm California Steve Poizner.
Lara trước đây đã phục vụ tại Thượng viện California từ năm 2012 đến 2019 với tư cách là đảng Dân chủ, đại diện cho Quận 33 của Thượng viện. Trước đó, ông đã phục vụ trong Quốc hội bang California, đại diện cho Quận 50.

## Tuổi thơ và sự nghiệp
Sinh tại Commerce, California, Lara là con trai của một công nhân nhà máy trước đây không có giấy tờ và thợ may từ Mexico. Lara theo học tại các trường học tại Los Angeles Unified School District và tốt nghiệp Đại học bang San Diego, nơi ông có bằng Cử nhân Nghệ thuật và làm chủ tịch hội sinh viên. Ông hiện đang theo đuổi bằng thạc sĩ tại Đại học Nam California.
Là nhân viên của Hội đồng lâu năm, Lara làm Tham mưu trưởng cho Ủy viên hội đồng Marco Antonio Firebaugh (D–South Gate) khi Firebaugh làm Thủ lĩnh đa số.  Lara sau đó đã từng là giám đốc quận của Fabian Nuñez trong thời gian Nuñez làm Chủ tịch. Sau đó, ông làm giám đốc truyền thông cho Ủy viên hội đồng Kevin de León (D–Los Angeles).

## Đời tư
Lara, với tư cách là ủy viên bảo hiểm California, là người đồng tính công khai đầu tiên được bầu vào văn phòng toàn tiểu bang trong lịch sử của California. Trong thời gian phục vụ trong cơ quan lập pháp tiểu bang, ông là thành viên của Hội nghị lập pháp LGBT Caucus ở California.